# Alexander Iljitsch Jegorow

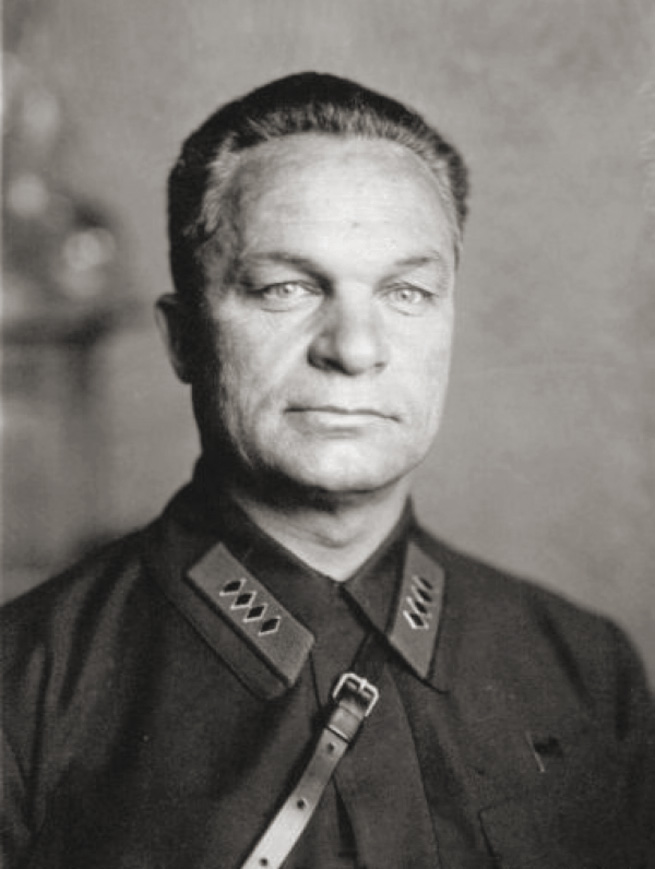
Alexander Jegorow

Alexander Iljitsch Jegorow (russisch Александр Ильич Егоров; wissenschaftliche Transliteration Aleksandr Il'ič Egorov, * 13. Oktoberjul. / 25. Oktober 1883greg. in Busuluk; † 23. Februar 1939 in Moskau) war ein Militärführer der Roten Armee im Russischen Bürgerkrieg und Marschall der Sowjetunion.

## Biografie

### Aufstieg zum Marschall
Jegorow stammte aus einer bäuerlichen Familie aus der Gegend von Samara. Er trat im Jahre 1901 in die Kaiserlich Russische Armee ein und wurde 1905 nach Absolvierung der Junker-Infanterieschule in Kasan zum Offizier im 13. Leibgrenadierregiment ernannt. Während des Ersten Weltkriegs erreichte er den Rang eines Oberstleutnants, er wurde fünf Mal verwundet und lehrte während des Krieges an verschiedenen Offiziersschulen. Zum Kriegsende befehligte er das 132. Infanterieregiment.
Schon 1904 soll er der Partei der Sozialrevolutionäre angehört haben. Später stellte er dies als „einmalige Verirrung“ dar. Nachdem die Bolschewiki in der Oktoberrevolution 1917 die Macht übernommen hatten, wurde Jegorow Kommandeur in der Roten Armee.
Im Bürgerkrieg war er zuerst als Befehlshaber der 9., dann der 10. Armee an der Verteidigung der Stadt Zarizyn beteiligt und übernahm zeitweise die Gesamtleitung der Stadtverteidigung. Von Juli bis Oktober 1919 war er Kommandeur der 14. Armee, die in der Ukraine am Kampf gegen die Weiße Armee beteiligt war. Von Oktober 1919 bis Dezember 1920 leitete er zuerst die Armeen der Südfront, die gegen die weißgardistischen Truppen unter der Leitung des ehemaligen zaristischen Generals Denikin kämpften, dann die Armeen der Südwestfront, die am Polnisch-Sowjetischen Krieg beteiligt waren, wodurch er die Verteidigung des sowjetisch gewordenen Südens der Ukraine übernahm.
Nach dem Bürgerkrieg kommandierte er den Militärbezirk Kiew und von 1924 an den Militärbezirk Ukraine. In den Jahren 1925 und 1926 war er als Militärattaché in die Republik China entsandt worden. Er übernahm im Mai 1927 als Oberbefehlshaber den Militärbezirk in der Weißrussischen SSR.
Im Jahr 1931 wurde er Chef des Generalstabes der Roten Armee, in welchem er bis Anfang des Jahres 1937 blieb. In dieser Zeit war er maßgeblich an der Ausarbeitung des Verteidigungskonzepts der UdSSR beteiligt und ein großer Verfechter der Modernisierung der Roten Armee.
Im Jahre 1934 wurde er Kandidat des Zentralkomitees der KPdSU. Als in der Roten Armee 1935 der Rang des Marschalls der Sowjetunion eingeführt wurde, gehörte er zur Gruppe der ersten fünf Träger dieses Dienstranges. Seine Karriere ging weiter voran, am 11. Mai 1937 wurde er Erster Stellvertretender Verteidigungsminister. Am 12. Dezember desselben Jahres wurde er zum Deputierten der Oblast Smolensk im Obersten Sowjet der UdSSR gewählt.

### Opfer des Stalinismus
Er schien aufgrund seiner Kontakte zu Stalin und Semjon Budjonny während des Polnisch-Sowjetischen Krieges im Jahre 1920 sicher vor Verfolgungen. Im Januar 1938 kritisierte Stalin ihn jedoch öffentlich, in der Folge wurde er auf die Position des Befehlshabers des Transkaukasischen Militärbezirks abgeschoben. Am 27. März 1938 wurde er verhaftet und am 23. Februar 1939 erschossen. Sein Leichnam wurde nicht den Angehörigen übergeben, sondern im damals einzigen Moskauer Krematorium auf dem Donskoi-Friedhof eingeäschert und die Asche dort in ein Massengrab geworfen.
Nach dem XX. Parteitag der KPdSU wurde Jegorow durch Nikita Chruschtschow rehabilitiert.